# María Antonia Mazarredo
María Antonia Mazarredo (Vergara, Guipúzcoa, 24 de agosto de 1757), compositora española.

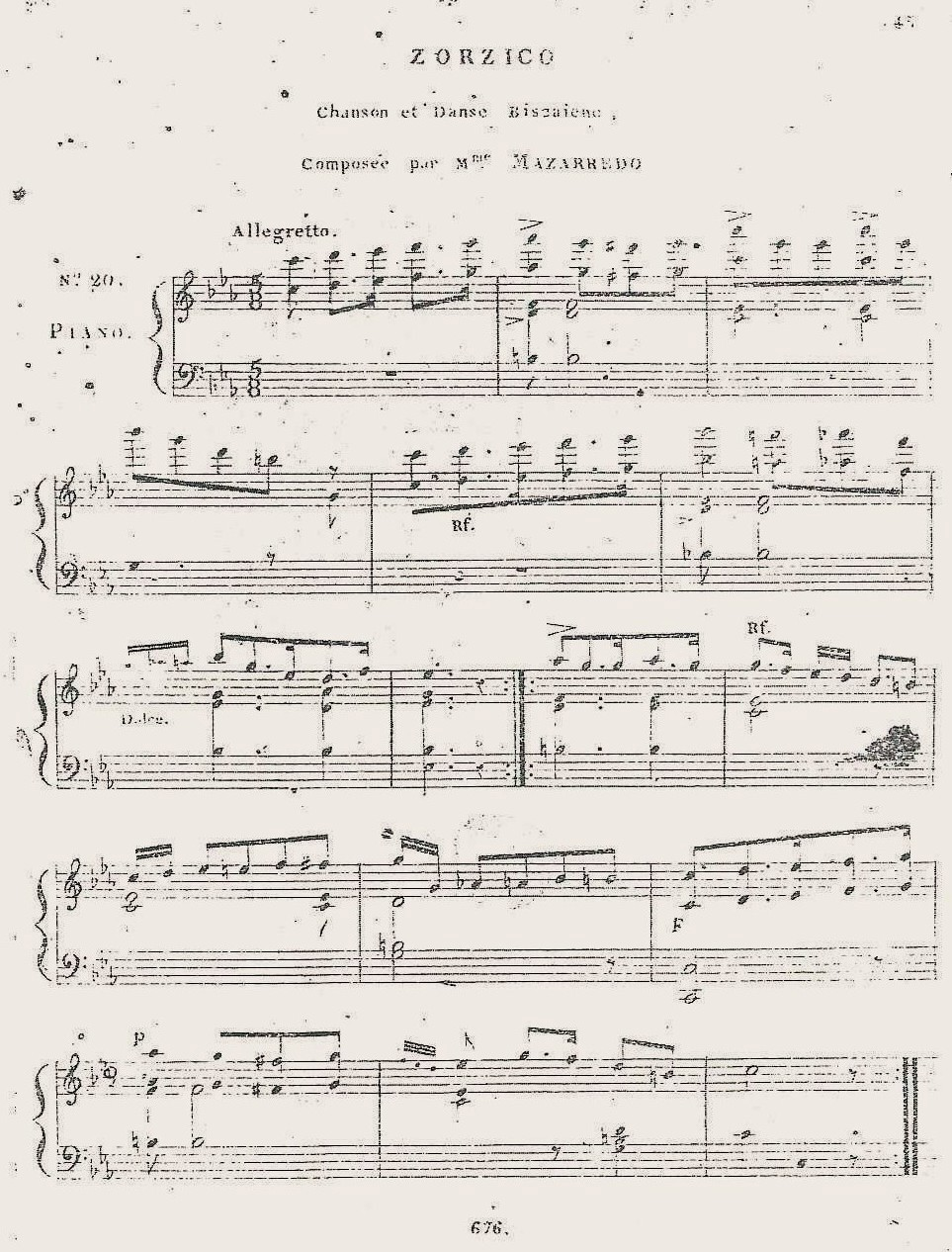
Zorzico por M. Mazarredo

## Biografía
Nacida en Vergara en 1757,  María Antonia participa siendo niña en 1764 en la representación de la ópera El Borracho burlado y se tiene constancia de que en 1783 utilizaba el fortepiano, instrumento que comenzaba a imponerse en la época. En su domicilio de Bilbao eran frecuentes las sesiones musicales. Solamente se conoce de su composición un zortziko con el título Zorzico Chanson et Danse Biscaiene. Composée par Mme. Mazarredo, editado en 1813 en París, sin especificar el nombre de la autora. Podría tratarse de Mª Antonia de Moyua y Mazarredo o de su hija Juana Mazarredo, grandes aficionadas ambas de la música. El hecho de que figure su publicación junto con otro zortziko del conde de Peñaflorida hace inclinar la autoría hacia María Antonia de Moyua y Mazarredo, casada con José Domingo de Mazarredo.